# Tatjana Jambajewa
Tatjana Jambajewa (ros. Татьяна Ямбаева, ur. 8 maja 1980) – rosyjska biegaczka narciarska, zwyciężczyni FIS Marathon Cup.

## Kariera
Po raz pierwszy na arenie międzynarodowej Tatjana Jambajewa pojawiła się 18 grudnia 2001 roku w zawodach FIS Race w Krasnogorsku, gdzie zajęła jedenaste miejsce w biegu na 10 km techniką klasyczną. W Pucharze Świata zadebiutowała 30 stycznia 2009 roku w Rybińsku, zajmując piętnaste miejsce w biegu na 10 km stylem dowolnym. Były to jedne zdobyte przez nią punkty PŚ i w klasyfikacji generalnej sezonu 2008/2009 zajęła ostatecznie 86. miejsce. W 2009 roku wystartowała na mistrzostwach świata w Libercu, zajmując dziewiętnaste miejsce w biegu na 10 km stylem klasycznym, a na dystansie 30 km techniką dowolną uplasowała się na 32. pozycji. Startuje także w zawodach FIS Marathon Cup; w klasyfikacji generalnej sezonu 2007/2008 była najlepsza, wyprzedzając dwie Szwedki: Jenny Hansson i Elin Ek. Nigdy nie brała udziału w igrzyskach olimpijskich.

## Osiągnięcia

### Mistrzostwa świata
| Miejsce | Dzień     | Rok  | Miejscowość | Konkurencja             | Czas biegu  | Strata      | Zwyciężczyni        |
| ------- | --------- | ---- | ----------- | ----------------------- | ----------- | ----------- | ------------------- |
| 19.     | 19 lutego | 2009 | Liberec     | 10 km stylem klasycznym | 28:12,8 min | +1:43,2 min | Aino-Kaisa Saarinen |
| 32.     | 28 lutego | 2009 | Liberec     | 30 km stylem dowolnym   | 1:16:10.6 h | +5:17,1 min | Justyna Kowalczyk   |

### Puchar Świata

#### Miejsca w klasyfikacji generalnej
- 2008/2009: 86.

#### Miejsca na podium
Jambajewa nie stała na podium indywidualnych zawodów Pucharu Świata.

#### Miejsca w poszczególnych zawodach Pucharu Świata
| Sezon 2008/2009 |                   |                      |                          |                       |                    |                         |                          |                         |                    |                           |                        |                              |                             |     |                       |                           |                        |                     |                         |                      |                          |                             |                    |                       |                        |                           |                        |                        |                      |                       |     |        |        |        |        |        |        |        |        |        |        |        |        |        |        |        |        |        |        |        |        |        |
| Gällivare 22.11 (10 km F) | Ruka 29.11 (SP C) | Ruka 30.11 (10 km C) | La Clusaz 6.12 (15 km F) | Davos 13.12 (10 km C) | Davos 14.12 (SP F) | Düsseldorf 20.12 (SP F) | Oberhof 27.12 (2,8 km F) | Oberhof 28.12 (10 km C) | Praga 29.12 (SP F) | Nové Město 31.12 (9 km C) | Nové Město 1.01 (SP F) | Val di Fiemme 3.01 (10 km C) | Val di Fiemme 4.01 (9 km F) | TdS | Whistler 16.01 (SP C) | Whistler 17.01 (2×7,5 km) | Otepää 24.01 (10 km C) | Otepää 25.01 (SP C) | Rybińsk 30.01 (10 km F) | Rybińsk 31.01 (SP F) | Valdidentro 13.02 (SP F) | Valdidentro 14.02 (10 km C) | Lahti 07.03 (SP F) | Lahti 08.03 (10 km F) | Trondheim 12.03 (SP C) | Trondheim 14.03 (30 km C) | Sztokholm 18.03 (SP C) | Falun 20.03 (2,5 km F) | Falun 21.03 (2×5 km) | Falun 22.03 (10 km F) | FPŚ | punkty | punkty | punkty | punkty | punkty | punkty | punkty | punkty | punkty | punkty | punkty | punkty | punkty | punkty | punkty | punkty | punkty | punkty | punkty | punkty | punkty |
| - | -                 | -                    | -                        | -                     | -                  | -                       | -                        | -                       | -                  | -                         | -                      | -                            | -                           | -   | -                     | -                         | -                      | -                   | 15                      | -                    | -                        | -                           | -                  | -                     | -                      | DNF                       | 52                     | 41                     | 45                   | 33                    | 38  | 16     | 16     | 16     | 16     | 16     | 16     | 16     | 16     | 16     | 16     | 16     | 16     | 16     | 16     | 16     | 16     | 16     | 16     | 16     | 16     | 16     |
| Legenda |                   |                      |                          |                       |                    |                         |                          |                         |                    |                           |                        |                              |                             |     |                       |                           |                        |                     |                         |                      |                          |                             |                    |                       |                        |                           |                        |                        |                      |                       |     |        |        |        |        |        |        |        |        |        |        |        |        |        |        |        |        |        |        |        |        |        |
| 1 2 3 4-10 11-30 31-100 wyniki anulowane DNF – zawodnik nie ukończył biegu – – zawodnik nie wystartował TdS – Tour de Ski FPŚ – Finał Pucharu Świata |                   |                      |                          |                       |                    |                         |                          |                         |                    |                           |                        |                              |                             |     |                       |                           |                        |                     |                         |                      |                          |                             |                    |                       |                        |                           |                        |                        |                      |                       |     |        |        |        |        |        |        |        |        |        |        |        |        |        |        |        |        |        |        |        |        |        |

### FIS Marathon Cup

#### Miejsca w klasyfikacji generalnej
- sezon 2007/2008: 1.
- sezon 2011/2012: 34.
- sezon 2012/2013: 17.

#### Miejsca na podium
| Nr | Dzień       | Rok  | Zawody              | Dystans                 | Czas biegu  | Strata      | Pozycja | Zwyciężczyni   |
| -- | ----------- | ---- | ------------------- | ----------------------- | ----------- | ----------- | ------- | -------------- |
| 1. | 16 grudnia  | 2007 | La Sgambeda         | 42 km stylem dowolnym   | 1:57:59,6 h | -           | 1.      | -              |
| 2. | 13 stycznia | 2008 | Jizerská Padesátka  | 50 km stylem klasycznym | 2:35:07,0 h | +52,2 s     | 2.      | Jenny Hansson  |
| 3. | 20 stycznia | 2008 | Dolomitenlauf       | 42 km stylem dowolnym   | 1:50:42,5 h | -           | 1.      | -              |
| 4. | 3 lutego    | 2008 | König-Ludwig-Lauf   | 42 km stylem klasycznym | 1:44:26,9 h | +1:10,2 min | 3.      | Elin Ek        |
| 5. | 10 lutego   | 2008 | Transjurassienne    | 76 km stylem dowolnym   | 2:02:53,0 h | -           | 1.      | -              |
| 6. | 9 marca     | 2008 | Engadin Skimarathon | 42 km stylem dowolnym   | 1:33:27,3 h | +33,2 s     | 3.      | Katrin Zeller  |
| 7. | 15 marca    | 2008 | Birkebeinerrennet   | 54 km stylem klasycznym | 2:52:04,0 h | +1:51,0 min | 2.      | Hilde Pedersen |
| 8. | 27 stycznia | 2013 | Marcialonga         | 70 km stylem klasycznym | 3:29:25,0 h | +2:30,5 min | 3.      | Seraina Boner  |